# Ketsumeishi
Ketsumeishi est un groupe japonais de pop et hip-hop.

## Histoire
Le groupe connait plusieurs grands succès au Japon, dont Sakura, qui atteint la deuxième place du classement annuel Oricon en 2005 et figure dans le jeu japonais Taiko no Tatsujin. Ketsumeishi est un mot japonais désignant un type d'herbes médicales fabriquées à partir des graines de Senna obtusifolia, souvent utilisées dans la médecine chinoise. La première apparition publique du groupe a eu lieu dans le cadre d'une publicité pour Toyota-Motors.

## Discographie notable

### Albums studio
- 2000 : Ketsunopolis (ケツノポリス) (27e place de l'Oricon[1])
- 2002 : Ketsunopolis 2 (ケツノポリス2) (1re place de l'Oricon[1],  Platine[2])
- 2003 : Ketsunopolis 3 (ケツノポリス3) (1re place de l'Oricon[1],  Diamant[2])
- 2005 : Ketsunopolis 4 (ケツノポリス4) (1re place de l'Oricon[1],  Diamant x2[2])
- 2007 : Ketsunopolis 5 (ケツノポリス5) (1re place de l'Oricon[1],  Platine x3[2])
- 2008 : Ketsunopolis 6 (ケツノポリス6) (3e place de l'Oricon[1],  Platine x2[2])
- 2011 : Ketsunopolis 7 (ケツノポリス7) 	(1re place de l'Oricon[1],  Platine[2])
- 2012 : Ketsunopolis 8 (ケツノポリス8) (4e place de l'Oricon[1],  Or[2])
- 2014 : Ketsunopolis 9 (ケツノポリス9) (2e place de l'Oricon[1],  Or[2])
- 2016 : Ketsunopolis 10 (ケツノポリス10) (2e place de l'Oricon[1],  Or[2])
- 2018 : Ketsunopolis 11 (1re place de l'Oricon[1],  Or[2])
- 2021 : ケツノパラダイス (3e place de l'Oricon[1])
- 2021 : Ketsunopolis 12 (ケツノポリス 12) (3e place de l'Oricon[1])
- 2024 	: Ketsunopolis 13 (ケツノポリス 13)  (3e place de l'Oricon[1])